# Завод кальцинованої соди в Стерлітамаку
Завод кальцинованої соди в Стерлітамаку – потужний хімічний майданчик у Башкортостані (Росія).
Плани спорудження хімічного майданчика в Стерлітамаку виникли ще наприкінці 1930-х, проте реальні практичні кроки в цьому напрямі зробили на тлі радянсько-німецької війни в 1941 році, коли сюди почали переміщувати обладнання Донецького та Слов’янського содових заводів. Бойові успіхи СРСР на другому етапі війни дозволили повернути обладнання на старі майданчики, проте вже почате в Стерілітамаку будівництво тривало й у 1945-му тут стало до ладу електролізне виробництво, що споживало хлорид натрію та давало змогу випускати хлор і каустичну соду.
Втім, невдовзі головним продуктом майданчику стала кальцинована сода (карбонат натрію), продукування якої потребує двох основних компонентів – все того ж хлориду натрію та вапняку (який необхідний для випалу вапна). Гарна сировинна база по обох напрямках зумовила вибір Стерлітамаку як місця для розміщення потужного виробництва, оскільки неподалік знаходились Яр-Бішкадацьке родовище солі та вапнякова гора Шахтау.
Обладнання для нового виробництва вивезли у 1946—1947 роках з німецького заводу в Бернбурзі і в 1951-му стерлітамацький майданчик почав випуск кальцинованої соди. Подачу вапняку облаштували за допомогою канатної дороги, тоді як хлорид натрію доправляли по розсолопроводу Яр-Бішкадак – Стерлітамак.
У 1962 та 1971 роках ввели в дію другу та третю черги. Як наслідок, вже у 1963-му досягнули показника у 1 млн тонн, а в 1986-му вийшли на рекордні 2 млн тонн кальцинованої соди на рік. 
У 1967-му завод почав випускати харчову соду (очищений бікарбонат натрію).
З плином часу майданчик освоїв випуск низки інших позицій, зокрема:
- очищеного хлористого кальцію, який є супутнім продуктом виробництва кальцинованої соди аміачним методом;
- білої сажі, яку продукують обробкою соляною кислотою сіликат-глиби – продукту плавлення кварцевого піску з кальцинованою содою. Також у процесі використовують діоксид вуглецю (можливо відзначити, що цей газ у великих обсягах виникає під час випалу вапняку). Перший цех білої сажі почав роботу в 1967-му;
- барієвих солей;
- карбонатного обважнювачу (дрібнодисперсний порошок на основі карбонату кальцію), що використовується у бурових розчинах. 
У 1976-му закрили застаріле електролізне виробництво, будівля якого перебувала у непридатному для відновлення стані через розміщення на слабкому фундаменті, створеному в умовах воєнних часів під легкі дерев’яні стіни, які в подальшому замінили на цегляні (при цьому варто відзначити, що на той час в Стерлітамаку вже більше десятка років діяв потужний завод, що спеціалізувався на хімії хлора). 
На тлі краху планової економіки майданчик суттєво скоротив виробітку, при цьому найнижчим виявився показник 1998 року, який становив 712 тисяч тонн кальцинованої соди. Втім, надалі тенденція змінилась: у 2015-му майданчик випустив 1,5 млн тонн кальцинованої соди, а в 2018-му цей показник досягнув 1,8 млн тонн. Того ж 2018-го видали 157 тисяч тонн бікарбонату натрію.
Подальший розвиток залежить від запуску нової вапнякової копальні на заміну Шахтау, де придатні для легкого видобутку запаси добігають завершення.
Первісно хімічний майданчик діяв у складі Стерлітамацького содового заводу. Оскільки вапняки Шахтау могли використовуватись і для виробництва будівельних матеріалів, в 1952 та 1956 роках у Стерлітамаку запустили цементний та шиферний заводи (з 1958-го вони також могли споживати продукцію Селеукської гіпсової копальні, що знаходиться лише за кілька кілометрів від Стерлітамаку). Враховуючи спільну сировинну базу, вже у 1957-му створили   Стерлітамацький содово-цементний комбінат. Втім, хімічне виробництво було превалюючим і в 1975-му комбінат перейменували на виробниче об'єднання «Сода». Останнє (вже як акціонерне товариство) в 2013-му об’єднали з заводом хімії хлору в межах ВАТ «Башкирська содова компанія».